# Bruno Mingeon
 (juillet 2015).
Si vous disposez d'ouvrages ou d'articles de référence ou si vous connaissez des sites web de qualité traitant du thème abordé ici, merci de compléter l'article en donnant les références utiles à sa vérifiabilité et en les liant à la section « Notes et références ».
Bruno Mingeon (né le 7 septembre 1967 à Bourg-Saint-Maurice) est un pilote de bobsleigh français, médaillé de bronze en bobsleigh à 4 aux Jeux olympiques de 1998 à Nagano.
Depuis sa fin de carrière en 2006, il entraîne l'équipe de bobsleigh de Monaco.

## Biographie
Fils et petit-fils de bobeur (son grand-père a également été champion de France de bobsleigh), il a apporté en France une nouvelle médiatisation sur une discipline peu pratiquée et qui ne possède qu'une seule piste, à La Plagne. Reconnu par le monde du bobsleigh comme l'un des meilleurs pilotes, il avait conduit le bobsleigh à 4 français à une inattendue médaille de bronze lors des Jeux olympiques d'hiver de 1998 de Nagano,.
L'année suivante, lors des championnats du monde sur la piste très technique de Cortina d'Ampezzo qui favorise le pilotage, il remporte tout d'abord une médaille de bronze en bobsleigh à 2 avec Emmanuel Hostache avant de remporter le titre mondial toujours avec Emmanuel Hostache, Éric le Chanony et Max Robert. Cette victoire ne souffre aucune contestation, le bobsleigh français remportant les quatre manches en devançant le deuxième d'un écart (1 s 30) qui constitue l'un des plus importants de l'histoire de la discipline.
La piste de Cortina porte à nouveau chance au bobsleigh français avec le titre européen 2000 en bobsleigh à 4 où Christophe Fouquet remplace Eric Le Chanony. En 2002, Mingeon remporte une médaille d'argent européenne.
Malheureusement, malgré ces bons résultats, la France reste une petite nation dans une discipline traditionnellement dominée par l'Allemagne et la Suisse,. Les moyens financiers ne suivent pas. Le bobsleigh français n'arrive pas à suivre les évolutions techniques de ses adversaires. De plus, l'équipe française souffre également d'un défaut à la poussée qui fait perdre des dixièmes au départ qui ne peuvent être rattrapés sur la piste[réf. nécessaire].
Les Jeux olympiques de Turin seront les 5e Jeux, pendant lesquels il sera le porte drapeau de la délégation française. C'est après ces JO qu'il a mis fin à sa carrière d'athlète en équipe de France. 
Depuis sa retraite sportive, il a entrainé l'équipe de France de bobsleigh  et aujourd'hui l'équipe de bobsleigh de Monaco dont le Prince Albert, lui-même ancien pratiquant de bobsleigh, est un ami de longue de date[réf. nécessaire].

## Palmarès
Palmarès :

### Jeux olympiques
- Médaille de bronze de bobsleigh à 4 en 1998
- Participation aux jeux de 1992, 1994, 1998, 2002, 2006

### Championnats du monde
- Médaille d'or de bobsleigh à 4 en 1999
- Médaille de bronze de bobsleigh à 2 en 1999

### Championnats d'Europe
- Médaille d'or de bobsleigh à 4 en 2000
- Médaille d'argent de bobsleigh à 4 en 2002

### Championnats de France
- Médaille d'or de bobsleigh à 4 en 1997, 2000, 2001, 2003, 2004, 2005 et 2006
- Médaille d'or de bobsleigh à 2 en 2000, 2002, 2003, 2004, 2005 et 2006